# Alberto Tabbia
Alberto Tabbia (Buenos Aires, Argentina; 1939-ibídem, 15 de mayo de 1997) fue un destacado teórico, escritor y crítico de cine argentino.

## Carrera
Graduado en Letras en la "Universidad de Buenos Aires", vivió durante su juventud de su trabajo como profesor de historia en distintos colegios secundarios. Además, era corresponsal de la prestigiosa International Filme Guide que edita la revista Variety.
Tabbia, un enamorado del moderno Cine alemán, fue uno de los responsables de introducir en el país la obra de realizadores como Werner Herzog, Rainer Werner Fassbinder, Wim Wenders y Volker Schlöndorff.
Apasionado y difusor de la cultura de los cineclubes porteños, cercano a la que en el cine argentino se conoce como la "Generación del Sesenta", fundó junto a Edgardo Cozarinsky la mítica revista de cine Flashback, de la cual apenas se editaron dos números excepcionales (el primero, dedicado a Ingmar Bergman, y el segundo, a  Jonh Ford, Jean Renoir, René Clair, Charles Chaplin).
Como crítico y comentarista trabajó en la revista Panorama, en los diarios La Opinión y La Nación, además de colaborar en las páginas de Clarín. En todas ellas hizo entrevistas a aclamadas figuras del ambiente artístico como Elida Gay Palmer, María Luisa Bemberg , Olga Zubarry, Lydia Lamaison, Duilio Marzio, Isabel Sarli, Armando Bó, Arturo Maly, Cecilia Maresca, Julio Bocca y otros. Escribió numerosos artículos siendo uno de los más leídos el titulado, Luces y Sombras de Una Cuentista Rebelde, publicado en La Nación, al conmemorarse el centenario del nacimiento de la escritora Katherine Mansfield.
Tuvo como amigos ni más ni menos que a los célebres escritores Silvina Ocampo y Juan Rodolfo Wilcock. Fue, además, el presentador junto con Antonio Ber Ciani, de un libro escrito por Jorge Abel Martín llamado "Los films de Armando Bó con Isabel Sarli" de 1981.
Participó en el decenas de famosos festivales y eventos cinematográficos como:
- "Festival Internacional de Cine Independiente UNICA '85" (1985), donde resultó premiado el film argentino Por una tierra nuestra,[9]
- "Festival Internacional de Cine de Róterdam (Países Bajos)" (1987)[10]
- "Muestra Internacional de Arte Cinematográfico de Venecia, Italia" (1987).[10]
- "Jornadas Argentinas y Latinoamericanas de Cine y Video Independiente organizadas por UNCIPAR (Unión de Cineístas de Paso Reducido) en Villa Gesell" (1987)
- "Festival Internacional Berlín 1990" (1990)[11]
- "Festival de los Tres Continentes de Nándes, Francia" (1996)

## Fallecimiento
El legendario crítico cinéfilo Alberto Tabbia murió, bruscamente, el 15 de mayo de 1997 en Buenos Aires. Tenía 58 años de edad. Su amigo Cozarinsky se dedicó, después de su muerte, a recuperar textos del crítico.